# 莊宏達
莊宏達（1946年—），台灣彰化縣人，為台灣慈善家、小兒科醫師及瑪利亞福利基金會的創辦人，也是一位天主教徒，現任瑪利亞福利基金會董事長，與瑪利亞福利基金會先後服務數千位身障孩童並無私分享照護經驗、協助離島培植早療團隊，推動身心障礙者之醫療復健、教育、職業訓練及就業等服務  。

## 經歷
莊宏達畢業於台中一中、高雄醫學院，畢業後至彰化基督教醫院擔任內科住院醫師，因親自感受感到在許多疾病上，西醫能做的有限，希望學習不同的治療方式來幫助病人，因此至中國醫藥大學研究所學習中醫並取得學位。
1975年，莊宏達至台大進修復健醫學、彰師大特殊教育學系兼課，因接觸到相關收容身障者之公益團體，發現該團體有缺乏專業知識的諸多侷限，因此深思擁有該方面專業知識的他，應該為社會貢獻所學。
1981年，任職於任台中市順天醫院小兒科主任，任職期間深感身心障礙兒童無法得到適當的教養和安置，以及孩童父母之辛苦，便向院方提出成立身心障礙者復健教室的申請。
1983年，成功獲得院方支持，並該院附近租下民宅成立愛兒復健教室，開始為身心障礙孩童服務。
1986年，莊宏達自行開立「莊小兒科」診所，並將原身障孩童的服務工作移至診所的二樓，以自身的醫療專業和診所收入獨立照顧這些身障孩童，也因辦出好成績，家長們互相介紹，讓個案增加快速。
1988年，當復健教室已無力收治更多身障孩童時，一位服務於由台中西屯教會主持的腦性麻痺中心的澳籍醫生，因退休回國的關係，收容於該中心的孩子們面臨無適合場所可安置的窘境，透過社會局的安排，莊宏達醫師決定承接這些孩童的照護問題。為了讓身障孩童們有更合適的場地和更周全的照顧，莊醫師開始對外募款，希望爭取更多的社會資源，經社會各界及政府的輔導下，成立瑪利亞文教基金會（後於2003年變更登記為「財團法人瑪利亞社會福利基金會」），也同時開辦瑪莉亞啟智學園，持續提供各年齡層的身心障礙者復健、醫療、教養等照護。
2018年，服務身障者30多年的莊宏達獲得「堉璘台灣奉獻獎」，並將獲得之獎金全數投入於瑪利亞福利基金會正在籌建的「極重多障綜合服務大樓」上。

## 榮譽
- 第二屆堉璘台灣奉獻獎[4]

- 行政院衛生署第七屆醫療奉獻獎[1]

- 靜宜大學名譽博士[7]

## 外部連結
- 【紀錄片】愛是初衷也是歸宿｜莊宏達醫師與他的奉獻之路｜第二屆堉璘台灣奉獻獎 （页面存档备份，存于）
- 莊宏達獲堉璘台灣奉獻獎 3千萬獎金投入重障服務大樓 （页面存档备份，存于）
- 公益網-財團法人瑪利亞社會福利基金會
- 看見無私的愛：他們用一輩子的時間詮釋「奉獻」的真義 （页面存档备份，存于）